# کولوردو دی مونته آلبانو
کولوردو دی مونته آلبانو (به ایتالیایی: Colloredo di Monte Albano) یک کومونه در ایتالیا است که در استان اودینه واقع شده‌است.

## خصوصیات
کولوردو دی مونته آلبانو ۲۱ کیلومترمربع مساحت و ۲٬۱۵۳ نفر جمعیت دارد و ۲۱۸ متر بالاتر از سطح دریا واقع شده‌است.